# Nová Dobev

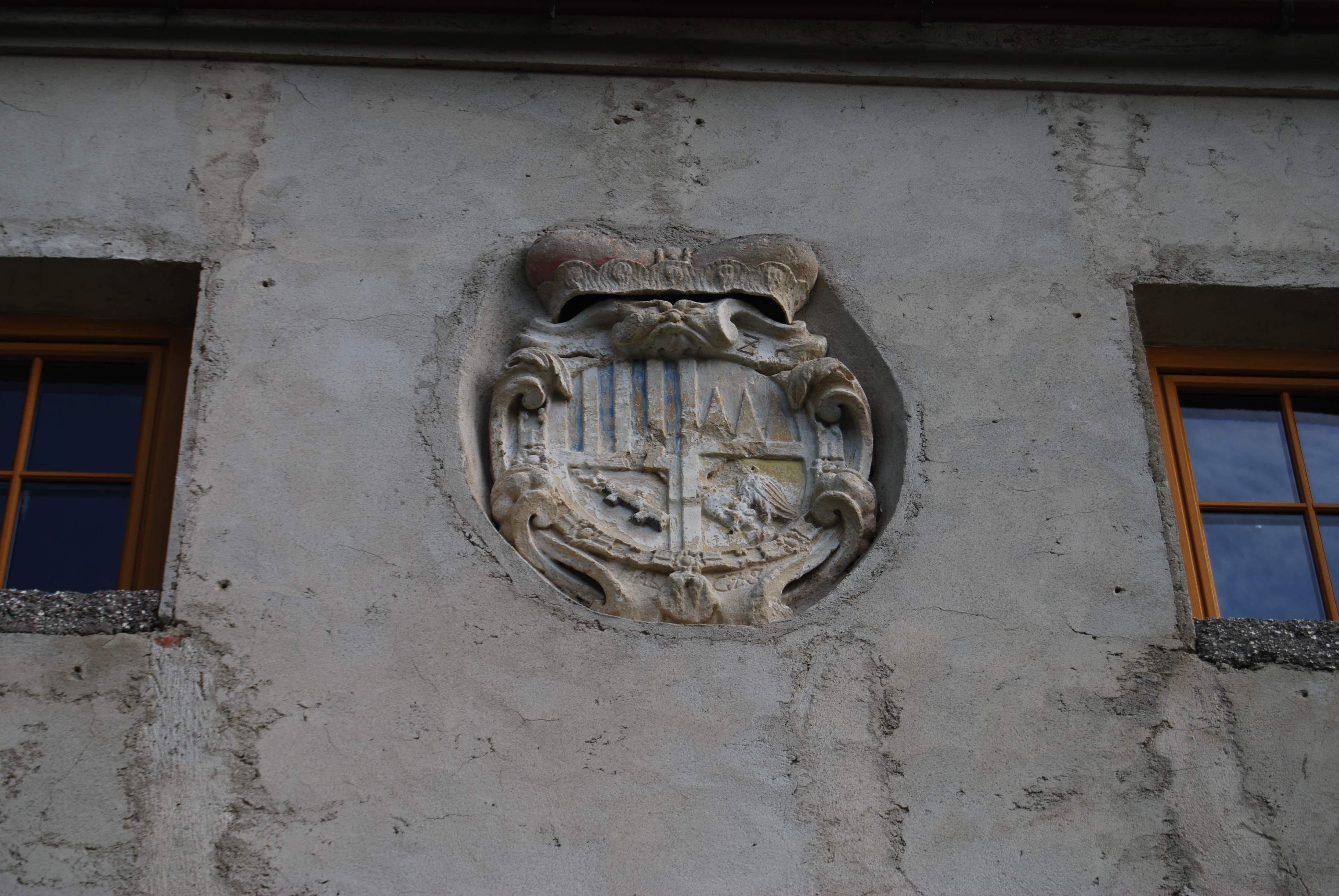
Fürstlich Schwarzenbergisches Wappen am Haus Nr. 41

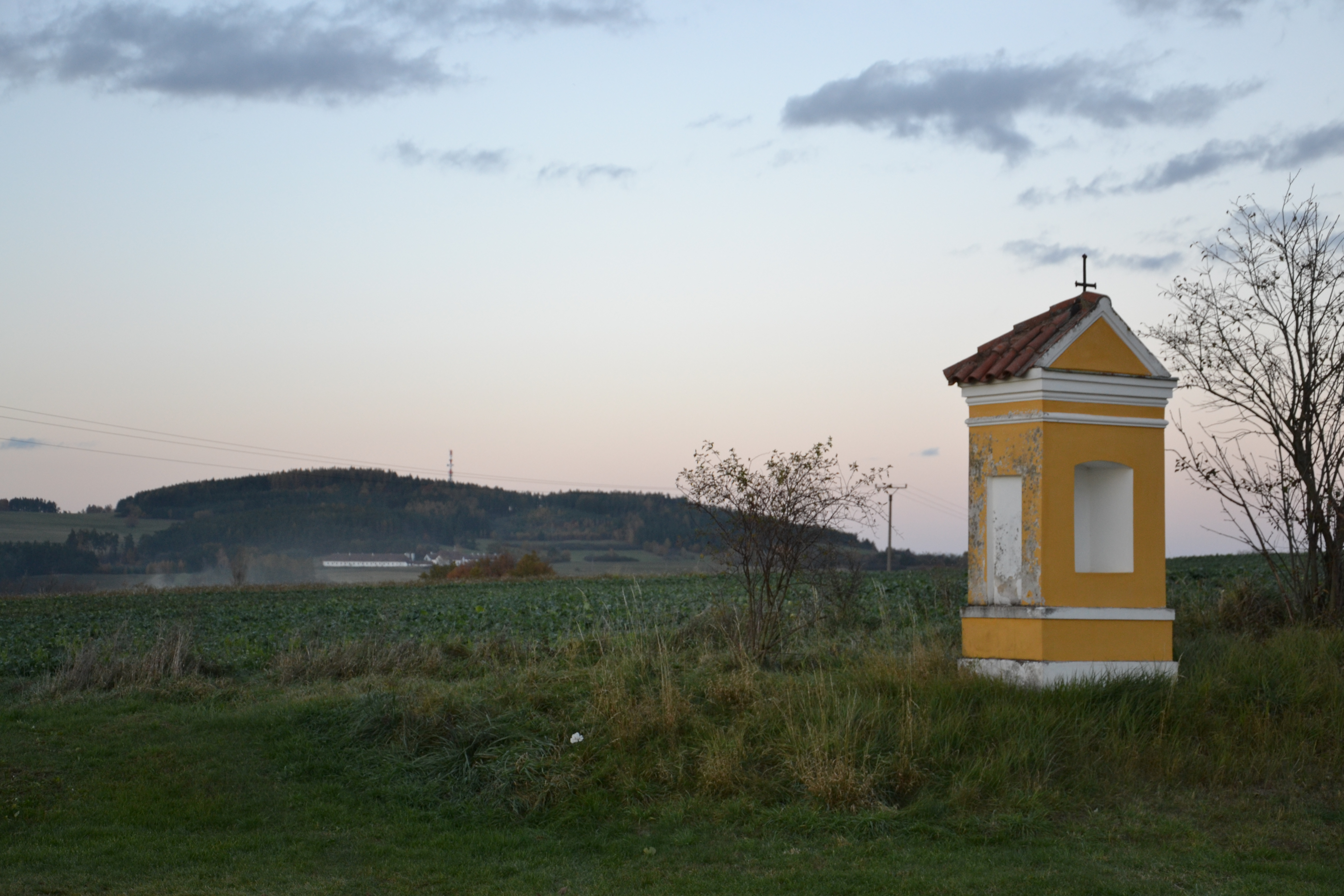
Dreifaltigkeitskapelle

Nová Dobev (deutsch Neu Dobew) ist ein Ortsteil der Gemeinde Dobev (Dobew) in Tschechien. Er liegt acht Kilometer westlich von Písek und gehört zum Okres Písek.

## Geographie
Das Straßendorf Nová Dobev erstreckt sich rechtsseitig des Brložský potok (Brlocher Bach) in der Blatenská pahorkatina (Blatnaer Hügelland). Nördlich erheben sich die Hůrky (438 m n.m.), der Nad Studenou vodou (512 m n.m.) und der Velký Kamýk (531 m n.m.), im Osten der Na Rudě (413 m n.m.), südöstlich der Jelenův vršek (408 m n.m.) sowie im Südwesten der Na Dobevském vršku (427 m n.m.). Durch das Dorf führt die Staatsstraße II/139 zwischen Kbelnice und Písek. In und um Nová Dobev liegen zahlreiche Fischteiche: im Ort der Mlýnský rybník, östlich der Dobevský rybník, südöstlich der Velký potočný rybník, südlich der Velký vítkovský rybník und südwestlich der Malý vítkovský rybník.
Nachbarorte sind Brloh und Stará Dobev im Norden, Malé Nepodřice im Nordosten, Hradiště und Vápenice im Osten, Na Ovčíně, Zátaví, Chotěbořice, Kestřany und Ohrada im Südosten, Nové Kestřany im Süden, Štěkeň und Vítkov im Südwesten, Rovná, Kbelnice und Pohodnice im Westen sowie Brusy und Podolí im Nordwesten.

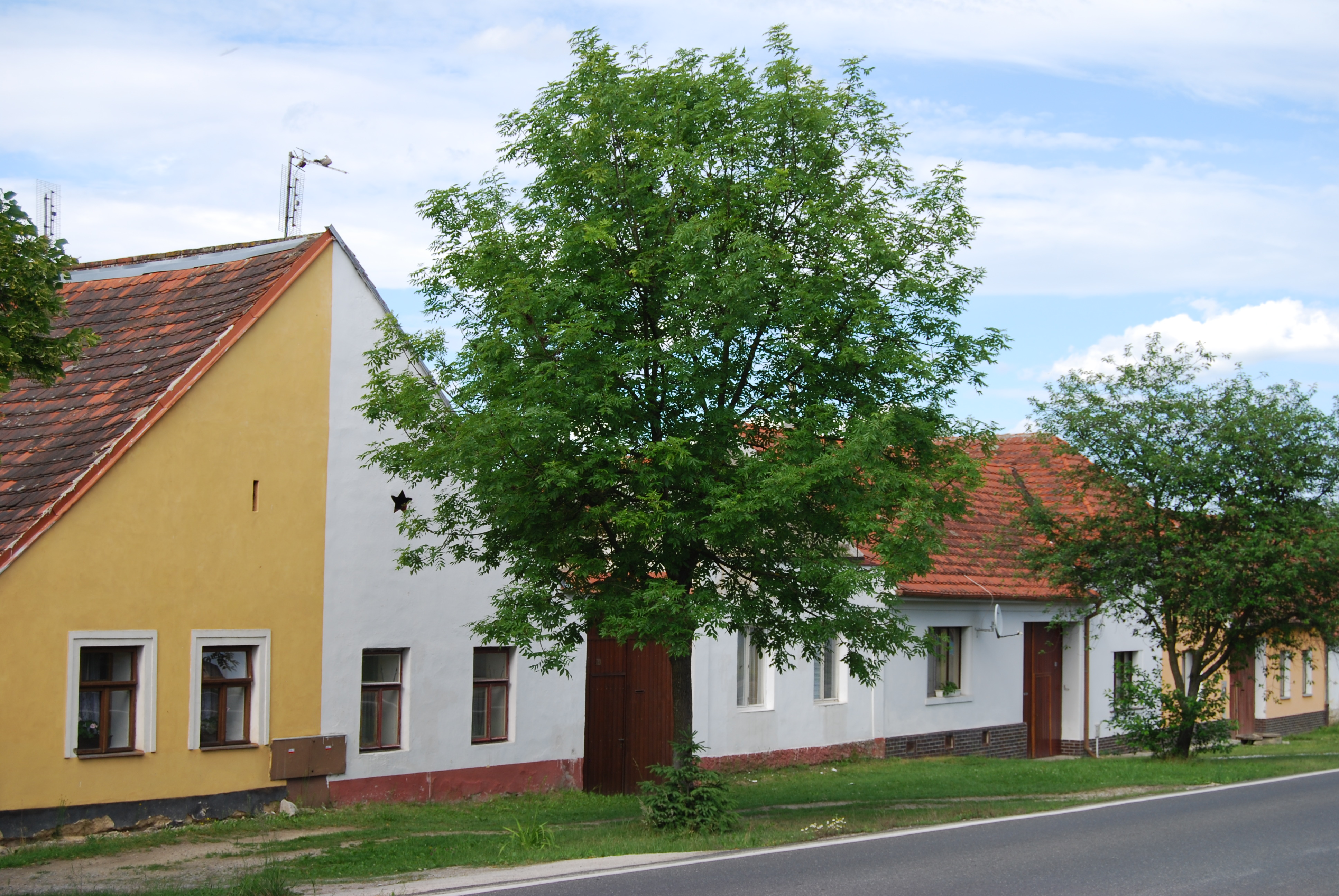
Ortstypische Doppelhäuser

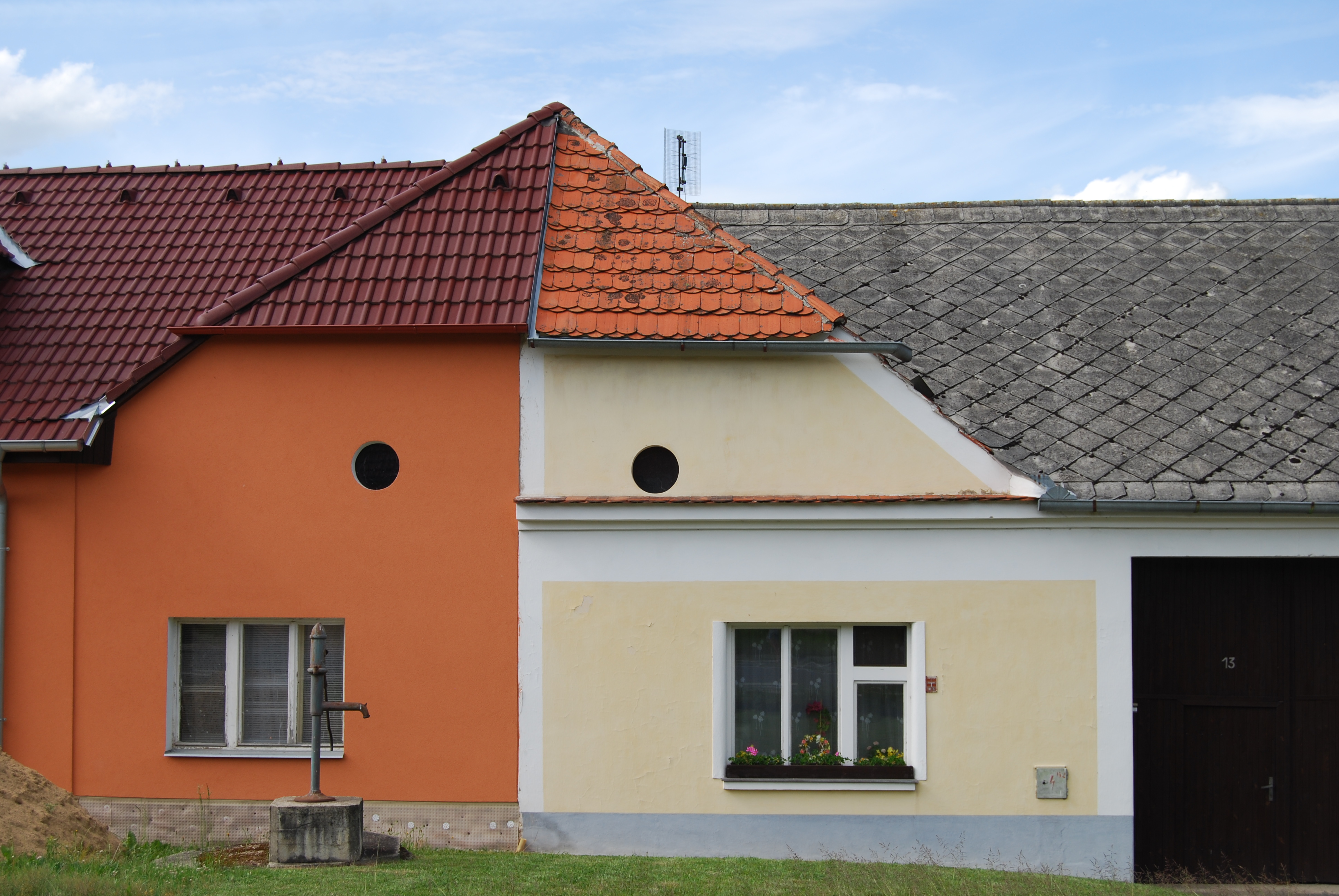
Ortstypische Doppelhäuser

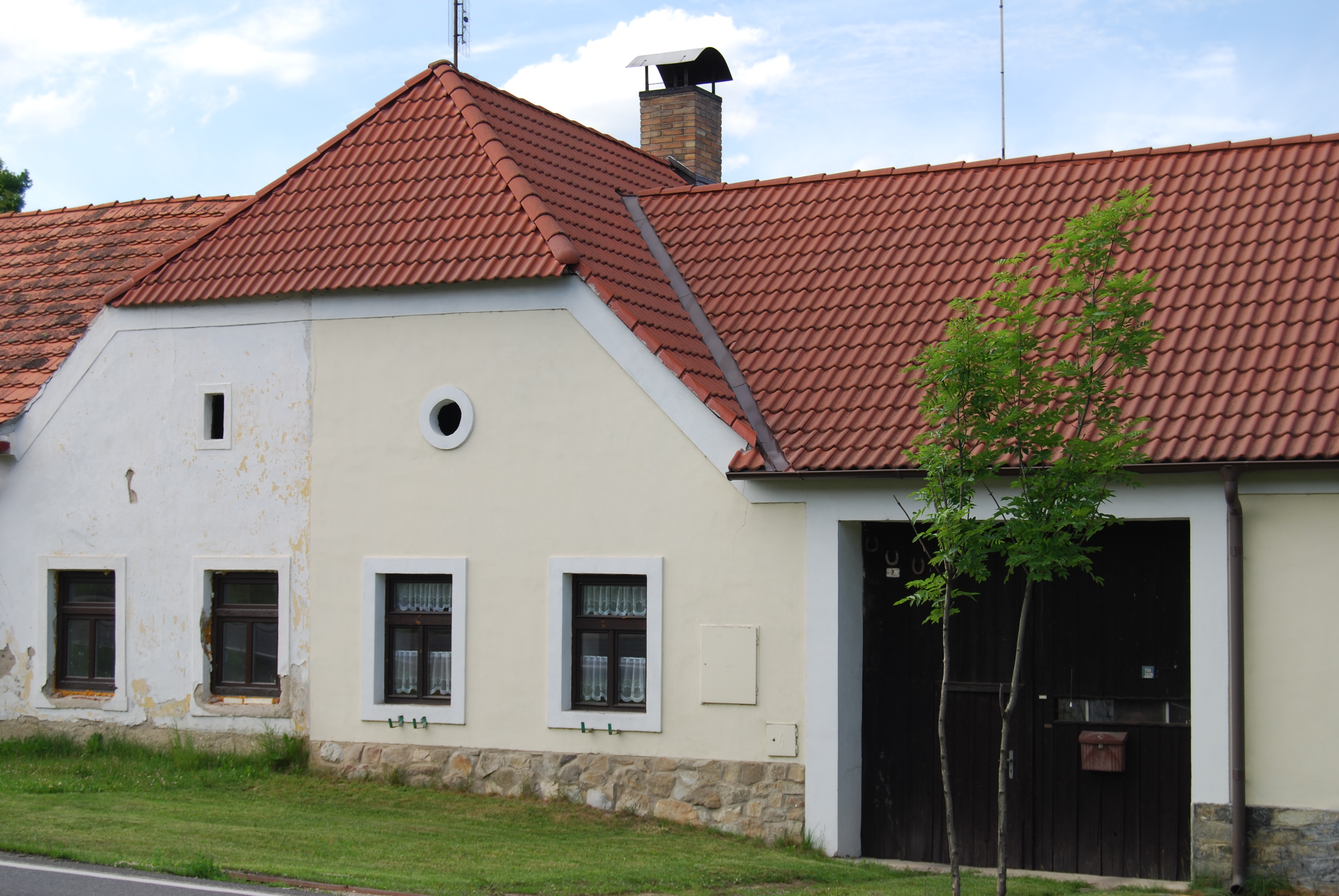
Ortstypische Doppelhäuser

## Geschichte
In den Jahren 1790 bis 1800 ließ der Besitzer der Herrschaft Protivín, Joseph II. zu Schwarzenberg gegenüber dem Dorf Dobev an der Straße nach Strakonice eine Kolonie für seine Holzflößer anlegen, die den Namen Nová Dobev erhielt. Die 36 Häuser wurden beiderseits einer Straße als giebelständige Doppelhaushälften mit gemeinsamen Dach, kleinem Hofraum und Speicher angelegt. Das alte Dorf wurde danach zunehmend als Alt-Dobew bezeichnet.
Im Jahre 1837 bestand das im Prachiner Kreis gelegene Dorf Neu-Dobew aus 36 Häusern mit 200 Einwohnern. Die Bewohner standen als Holzflößer an der Otava und Holzspalter in Diensten des Fürsten zu Schwarzenberg. Im Ort gab es ein Wirtshaus. Pfarrort war Kesterschan, die Gottesdienste erfolgten in der Filialkirche St. Brictius in Alt-Dobew. Bis zur Mitte des 19. Jahrhunderts blieb Neu-Dobew der Herrschaft Protiwin untertänig.
Nach der Aufhebung der Patrimonialherrschaften bildete Nová Dobev / Neu Dobew ab 1850 einen Ortsteil der Gemeinde Dobev / Dobew im Gerichtsbezirk Pisek. 1868 wurde das Dorf dem Bezirk Pisek zugeordnet. Im Jahre 1869 bestand Nová Dobev aus 36 Häusern und hatte 352 Einwohner. In den 1870er Jahren erfolgte eine Änderung des Gemeindenamens in Stará Dobev. Zwischen 1880 und 1890 setzte eine rege Bautätigkeit ein, es entstanden 33 neue Häuser. 1891 wurde eine gemeinsame Freiwillige Feuerwehr für Stará Dobev und Nová Dobev gegründet. Im Jahre 1900 hatte Nová Dobev 364 Einwohner, 1910 waren es 327.
Nach dem Ersten Weltkrieg zerfiel der Vielvölkerstaat Österreich-Ungarn, Nová Dobev wurde 1918 Teil der neu gebildeten Tschechoslowakischen Republik. Beim Zensus von 1921 lebten in den 69 Häusern des Dorfes 335 Tschechen. 1930 lebten in den 69 Häusern von Nová Dobev 318 Personen. Zwischen 1939 und 1945 gehörte Nová Dobev / Neu Dobew zum Protektorat Böhmen und Mähren. Nach dem Ende des Zweiten Weltkrieges kam Nová Dobev zur wiedererrichteten Tschechoslowakei zurück. 1950 lebten in den 72 Häusern von Nová Dobev 262 Personen. Im Zuge der Eingemeindung weiterer Dörfer erfolgte 1963 die Änderung des Gemeindenamens in Dobev. 1991 lebten in den 69 Häusern des Dorfes 178 Personen. Beim Zensus von 2011 hatte Nová Dobev 182 Einwohner und bestand aus 80 Wohnhäusern.

## Ortsgliederung
Der Ortsteil Nová Dobev ist Teil des Katastralbezirks Stará Dobev.

## Sehenswürdigkeiten
- Architektonisch einzigartiges Ensemble von Doppelhäusern im westlichen Teil des Dorfes an der Straße nach Strakonice, errichtet Ende des 18. Jahrhunderts. Am ehemaligen Wirtshaus (Nr. 41) ist das Fürstlich Schwarzenbergische Wappen angebracht.
- Nischenkapelle der hl. Dreifaltigkeit an der Straße von Nová Dobev nach Kestřany, errichtet in der ersten Hälfte des 18. Jahrhunderts
- Steinerne Brücke über den Brložský potok zwischen Stará Dobev und Nová Dobev, auf der Brücke befindet sich ein gusseisernes Kreuz von 1850.
- Gusseisernes Kreuz beim Haus Nr. 41